# Porpoloma
Porpoloma Singer (gąsownica) – rodzaj grzybów z rodziny gąskowatych (Tricholomataceae). W Polsce występują cztery gatunki.

## Systematyka i nazewnictwo
Pozycja w klasyfikacji według Index Fungorum: Tricholomataceae, Agaricales, Agaricomycetidae, Agaricomycetes, Agaricomycotina, Basidiomycota, Fungi.
Polską nazwę nadał Władysław Wojewoda w 2003 r.
Gatunki :
- Porpoloma adrianii Raithelh. 1974
- Porpoloma amyloideum (G. Stev.) E. Horak 1971
- Porpoloma aranzadii Laskibar, P. Arrill. & Bon 2001
- Porpoloma bambusarum Desjardin & Hemmes 2001
- Porpoloma boninense (S. Ito & S. Imai) Hongo 1980
- Porpoloma calyptriformis (Berk.) Bresinsky 2003
- Porpoloma coyan Garrido 1988
- Porpoloma elytroides (Scop.) Singer 1973 – gąsownica czarnoziarnista
- Porpoloma juncicola Hauskn. & Zuccher. 1999
- Porpoloma metapodium (Fr.) Singer 1973 – gąsownica mączna
- Porpoloma penetrans (Cleland) Grgur. 1997
- Porpoloma pes-caprae (Fr.) Singer 1952 – gąsownica czerwieniejąca
- Porpoloma portentosum Singer 1952
- Porpoloma sejunctum Singer 1952
- Porpoloma spinulosum (Kühner & Romagn.) Singer 1962 – gąsownica łuskowata
- Porpoloma terreum Singer 1952
- Porpoloma umbrosum (A.H. Sm. & M.B. Walters) Singer 1962

Nazwy naukowe na podstawie Index Fungorum. Nazwy polskie według Władysława Wojewody.